# Белашев, Виктор Григорьевич
Ви́ктор Григо́рьевич Белашев (12 августа 1927 — 7 февраля 1981) — вице-адмирал ВМФ СССР, командующий 4-й флотилии атомных подводных лодок Тихоокеанского флота, член Военного совета флотилии подводных лодок Тихоокеанского флота. Командир первой атомной подводной лодки К-45 (проект 659) на Тихоокеанском флоте.

## Биография

### Семья
Родился 12 августа 1927 года на железнодорожной станции Болотная (город Болотное, Новосибирская область). Отец — Григорий Васильевич, железнодорожник. Мать — Мария Филипповна (уроженка Киргизии), занималась хозяйством. Две сестры Виктора переехали позже жить в Среднюю Азию. Женат с 1957 года, супруга работала учительницей старших классов в городе Болотное, в браке родилась дочь Марина. Любил рыбалку, однако редко мог себе позволить это из-за занятости.

### Служба
В возрасте 14 лет поступил на учёбу в Ленинградскую подготовительную морскую школу (школу юнг), эвакуированную в Сибирь. В 1945 году после окончания школы поступил в Тихоокеанское высшее военно-морское училище во Владивостоке, которое окончил в 1949 году. Службу проходил с 1949 года на Тихоокеанском флоте в Приморском крае и на Камчатке, в том числе в Совгавани на морских охотниках. В 1958 году окончил командный факультет Высших офицерских классов ВМФ в Ленинграде, после чего перевёлся на дизельную подводную лодку С-117 командиром боевой части БЧ-3, позже стал командиром подлодки Б-11.
В 1958 году после прохождения подготовки в специальном центре был назначен первым командиром первой атомной подводной лодки на Тихоокеанском флоте — К-45 проекта 659, имея звание капитана 2-го ранга. За освоение подлодки был награждён орденом Красной Звезды. Командовал К-45 до июня 1962 года, затем поступил в ленинградскую Военно-морскую академию, окончив её в 1965 году. Позже был начальником штаба 26-й дивизии атомных подводных лодок.
В 1971 году окончил Военную академию Генерального штаба в Москве с отличием. До сентября 1974 года командовал 10-й дивизией подводных лодок (посёлок Рыбачий), 6 мая 1972 года произведён в контр-адмиралы. В 1974 году участвовал в операции по поиску и слежению за американскими АПЛ из состава 15-й эскадры США (острова Гуам). С сентября 1974 по ноябрь 1978 года командовал 6-й эскадрой подводных лодок. 30 октября 1978 года произведён в вице-адмиралы.  С октября 1979 года командовал 4-й флотилией атомных подводных лодок (бухта Павловского). Погиб в авиакатастрофе 7 февраля 1981 года.
Характеризовался как дисциплинированный, исполнительный, грамотный командир соединения, который умело и авторитетно обучал подчинённых офицеров и делился с ними жизненным и служебным опытом. Был образованным и волевым человеком, обладал высоким авторитетом среди подчинённых и начальства.

### Гибель и память
7 февраля 1981 года погиб вместе с группой высших офицеров Тихоокеанского флота в результате авиакатастрофы самолёта Ту-104 при взлёте с аэродрома Пушкин (Ленинградская область, ныне в черте Санкт-Петербурга). Похоронен 12 февраля на Серафимовском кладбище.
Именем адмирала была названа улица в городе Фокино. 19 марта 2011 года в День моряка-подводника на доме № 1 по этой улице была открыта мемориальная доска в память о Белашеве.

## Награды
- орден Красной Звезды (дважды)[2][4]
- орден «За службу Родине в Вооружённых Силах СССР» III степени[2][4]
- 15 медалей[2][4], в том числе:
  - Медаль «В ознаменование 100-летия со дня рождения Владимира Ильича Ленина» (1970)[1]
  - Медаль «За боевые заслуги»[1]